# Montmirey-le-Château
 Montmirey-le-Château  es una población y comuna francesa, situada en la región del Franco Condado, departamento de Jura, en el distrito de Dole. Es el chef-lieu del cantón de Montmirey-le-Château.

## Demografía
| 157 | 121 | 137 | 127 | 123 | 145 |
| Para los censos de 1962 a 1999 la población legal corresponde a la población sin duplicidades (Fuente: INSEE [Consultar]) |     |     |     |     |     |